# 犬齒斯氏潛魚
犬齒斯氏潛魚為輻鰭魚綱鼬魚目鼬魚亞目隱魚科的其中一種，分布全球各大洋海域，棲息深度110-1762公尺，體長可達26.8公分，為底棲性魚類，屬肉食性，罕見。